# Râul Bradu, Olt
Râul Bradu este un curs de apă, afluent al Râului Olt. 

## Hărți
- Harta județului Sibiu